# 基督教會尼古拉鎮區
基督教會尼古拉鎮區是聖基茨和尼維斯的14個區之一，位於聖基茨島東部，北接圣约翰卡皮斯特尔区，東臨加勒比海，南毗聖瑪麗卡永區，西鄰聖托馬斯米德艾蘭區，首府設於尼古拉镇，面積18平方公里，2001年人口2,059，人口密度每平方公里114.39人。

## 村莊
首府‐尼古拉镇
其他村莊：
- Bourryeux
- Lodge Village
- 曼申
- 莫利纽
- Phillips